# Pierre-Louis Flouquet
Pierre-Louis Flouquet, né à Paris 6e le 21 février 1900 et mort à Bruxelles le 25 octobre 1967, est un peintre abstrait et poète franco-belge.

## Biographie
Pierre-Louis Flouquet, né à Paris 6e le 21 février 1900, de parents originaires de Picardie et de Normandie. Né français, il est naturalisé belge dans l'entre-deux-guerres.
Il suit ses parents exilés en Belgique et s'établit à Bruxelles à partir de 1910. Il était marié à Marguerite-Marie Van Everbroeck qui lui a donné deux fils.
Dès ses 14 ans, il quitte l'école et décide de devenir peintre et poète. Pour assurer sa subsistance, il exerce différents métiers. En parallèle, Il étudie les arts plastiques durant la Première Guerre mondiale à l'Académie des Beaux-Arts à Bruxelles. Il y fait la connaissance de René Magritte avec qui il partage un atelier rue des Alexiens jusqu'en 1919. En 1920, ils exposent ensemble au Centre d'Art, situé au 6 rue du Coudenberg à Bruxelles et fondé par Pierre Bourgeois. Les deux compères s'éloignent lorsque René Magritte se tourne vers le surréalisme.
Flouquet fait son service militaire en France, ce qui lui permet de rencontrer des écrivains tels que Marcel Arland et Henri Barbusse. En 1919, il s'établit à Paris où il fait la connaissance de René Crével, Marcel Arland et Blaise Cendrars avec lesquels il fonde les périodiques Aventure et Dédé. Il collabore également à l'hebdomadaire Monde d'Henri Barbusse.
De retour à Bruxelles, il mène la vie bohême d'un jeune artiste. Peintre, urbaniste, architecte, largement ouvert a toutes les nouveautés, mais fortement enraciné dans sa foi chrétienne, sa pensée et son œuvre poétiques tiennent dans cette devise: « Dieu et poésie ». Il ajoute : Dieu est la suprême poésie (Anthologie de la décade).
Son premier recueil de linogravures paraît en 1921 dans la revue Ça ira à Anvers. En 1922, il fonde avec Victor et Pierre Bourgeois, ainsi que Karel Maes la revue bruxelloise 7 Arts. Il y assure l'essentiel des chroniques d'exposition, et réalise les portraits des principaux rédacteurs. Il fonde avec Jean-Jacques Gailliard le groupe L’Assaut en 1925.
Il était membre de la Libre Académie de Belgique et président de la Maison internationale de la poésie.
En 1950, il devient membre de le section belge de l'Académie des poètes classiques de France (qui deviendra l'Académie de la poésie française).
À la suite de son décès le 25 octobre 1967 à Bruxelles, il reçoit des funérailles à l'église Saint-Ambroise de Dilbeek et est inhumé au cimetière de Dilbeek.

## Œuvre picturale
Dès 1920, Pierre-Louis Flouquet se rapproche des idées de De Stijl et de Mondrian. Il publie en 1921 un recueil de linogravures quasi abstraites sans toutefois scarifié son intérêt pour la figure humaine. À partir de 1922, il réalise une série de portraits et illustrations pour la revue 7 Arts. S'inscrivant dans la mouvance de l’idéologie de la Plastique pure, partisane de l’intégration des différentes formes artistiques à l’architecture, il dessine les vitraux de la cité moderne à Berchem en 1922. Jusqu’en 1928, il participe à différentes expositions en Belgique et à l'international, à la galerie berlinoise Der Sturm à Berlin en 1925 par exemple. Flouquet cesse définitivement de peindre vers 1934-1935 et dédie désormais tout son travail artistique à la poésie, la littérature et la critique architecturale.

## Poésie
Il fonde le Journal des poètes en 1931. Il publie ensuite 21 recueils de poésie, et fonde avec Arthur Haulot la Biennale poétique de Knokke. Le Journal des Poètes, revue qui existe encore, sera dirigée par Flouquet jusqu'en 1967. 

Prenant volontiers ses thèmes dans la réalité, il en tire, spontanément, une fervente symbolique dont cette adresse aux parachutistes est une illustration : 
Descendez lentement entre soleil et lune, 

Berces pur les mirages et les soupirs anciens;

Descendez lentement entre rires et rales

Lentement balances par le souffle de Dieu.
Son activité en faveur des poètes de langue française est considérable. Il est le promoteur des Biennales internationales de poésie.

## Journalisme
Entre 1945 et 1970, il est le rédacteur en chef et principal contributeur de la revue La Maison consacrée à l’urbanisme, à l’architecture ainsi qu'aux arts et techniques. Il collabore également à la revue Bâtir.

## Hommages et distinctions
En 1937, le prix Picard lui a été décerné par la Libre académie de Belgique.
Il a également reçu les distinctions suivantes :
- Officier de l'ordre de Léopold II (Belgique) ;
- Chevalier de l'ordre de la Couronne (Belgique) ;
- Chevalier de la Légion d'honneur (France) ;
- Commandeur de l'ordre du Mérite du Sénégal.